# دافتاشين (آراغاتسوتن)
مدينة دافتاشين (بالإنجليزية: Davtashen)‏ هي إحدى المدن التابعة لمقاطعة آراغاتسوتن في أرمينيا. يقدر عدد سكانها بـ 774 نسمة حسب الإحصاء الذي جرى عام 2011.